# Ernst Maria Fischer
Ernst Maria Fischer (* 9. Mai 1907 in München; † 27. November 1939 in Landstuhl) war ein deutscher Radierer, Landschaftsmaler und Porträtmaler.

## Leben
Ernst Maria Fischer war der Sohn des Ordinarius für Pädagogik und Psychologie an der Universität München Aloys Fischer und dessen Ehefrau Paula Fischer-Thalmann. Nach dem Abitur 1927 am Wilhelmsgymnasium München studierte er ab dem Wintersemester 1928 Malerei an der Königlichen Akademie der Bildenden Künste in München. Die Eltern erwarben für ihn 1929 in Brannenburg ein Landhaus (Dientzenhoferstraße 18), in dem er sich ein Atelier einrichtete.
Mit der Machtübernahme war er als sogenannter „Halbjude“ vom Berufsverbot betroffen. Ihm wurde von der Reichskulturkammer als „entartetem Künstler“ jede künstlerische Tätigkeit untersagt. 1939 wurde er zur Wehrmacht eingezogen. Nach Kriegsbeginn an der Westfront schwer verwundet, starb er am 27. November 1939 in einem Feldlazarett in Landstuhl/Pfalz. In Brannenburg wurde der Ernst-Maria-Fischer-Weg nach dem Künstler benannt.

## Ausstellungen
- 1960: Ernst Maria Fischer: Zeichnungen und Aquarelle. Ausstellung im Atelierflügel, Städtische Galerie und Lenbachgalerie München[3]